# Malak Sechko Cove
Die Malak Sechko Cove (englisch; bulgarisch залив Малък Сечко saliw Malak Setschko) ist eine 1,8 km breite und 760 m lange Bucht an der Nordwestküste von Nelson Island im Archipel der Südlichen Shetlandinseln. Sie liegt nördlich des Harmony Point und südlich des Frisius Point auf der Guangzhou-Halbinsel.
Die bulgarische Kommission für Antarktische Geographische Namen benannte sie 2021 nach der mythologischen Figur Malak Setschko (deutsch Kleiner Setschko), die mit Winter und Kälte assoziiert ist.